# KWrite
KWrite は KDE 用の軽量テキストエディタである。kdebase パッケージに含まれている。

## 特徴
- HTML、PDF や PostScript へのエクスポート
- ブロック選択モード
- コード折り畳み
- ブックマーク
- シンタックスハイライト
- エンコーディングの選択
- 改行コードモードの選択（UNIX、Windows、Macintosh)
- 単語補完

## KParts
KDE 2.x では、KWrite は KParts 技術を使っておらず、他のアプリケーションを組み込めなかった。その後、KWrite はこの技術を使うように書き換えられ、使用するエディッタを選択できるようになった。